# Bussy-Saint-Georges
Bussy-Saint-Georges is een gemeente in het Franse departement Seine-et-Marne (regio Île-de-France). Op 1 januari 2022 telde Bussy-Saint-Georges 26.334 inwoners. De plaats maakt deel uit van het arrondissement Torcy en is een van de 26 gemeenten van de nieuwe stad Marne-la-Vallée.

## Geschiedenis
In de middeleeuwen stond in de gemeente het Kasteel van Génitoy. Dit werd later een herenboerderij. In de 13e eeuw werd de parochie van Bussy gesplitst in Bussy-Saint-Martin en Bussy-Saint-Georges. In 1595 werd een nieuwe kerk ingewijd die de oude, middeleeuwse kerk van Saint-Georges verving. In de 19e eeuw werd deze kerk grondig verbouwd waarbij haar toren werd verhoogd.
Vanaf de jaren 1990 volgde een sterke bevolkingsgroei. In 1999 werd de katholieke kerk Notre Dame du Val ingewijd, een kerk met 1.100 zitplaatsen die dient als pastoraal centrum voor de gemeenten Bussy Saint-Georges, Bussy Saint-Martin, Chanteloup-en-Brie, Collégien, Conches, Ferrières-en-Brie, Gouvernes, Guermantes, Montévrain en Saint-Thibault-des-Vignes.

## Geografie
De oppervlakte van Bussy-Saint-Georges bedroeg op 1 januari 2022 13,39 vierkante kilometer; de bevolkingsdichtheid was toen 1.966,7 inwoners per km².
De onderstaande kaart toont de ligging van Bussy-Saint-Georges met de belangrijkste infrastructuur en aangrenzende gemeenten.

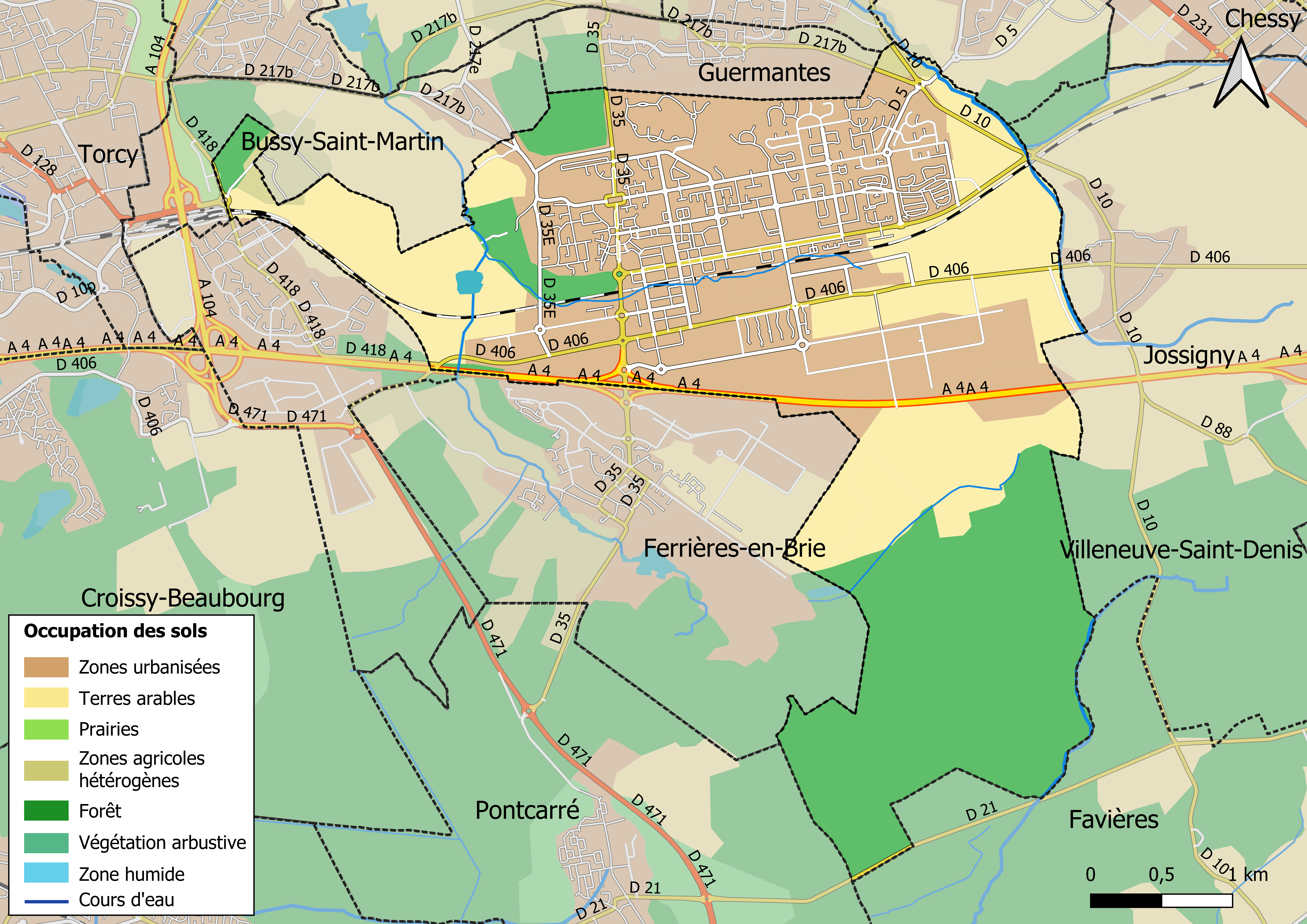

## Demografie
Sinds het einde van de 20e eeuw groeide de bevolking van de gemeente exponentieel van ongeveer 500 inwoners tot meer dan 25.000 inwoners door het aantrekken van bewoners van de regio Parijs.
Onderstaande figuur toont het verloop van het inwonertal (bron: INSEE-tellingen).

## Vervoer
Naast busvervoer in de regio heeft Bussy-Saint-Georges ook nog zijn eigen station. Het ligt op de spoorlijn RER A.
De autosnelweg A4 loopt door de gemeente.

## Afbeeldingen

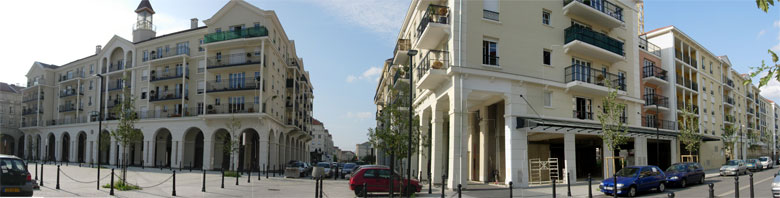
Centrum
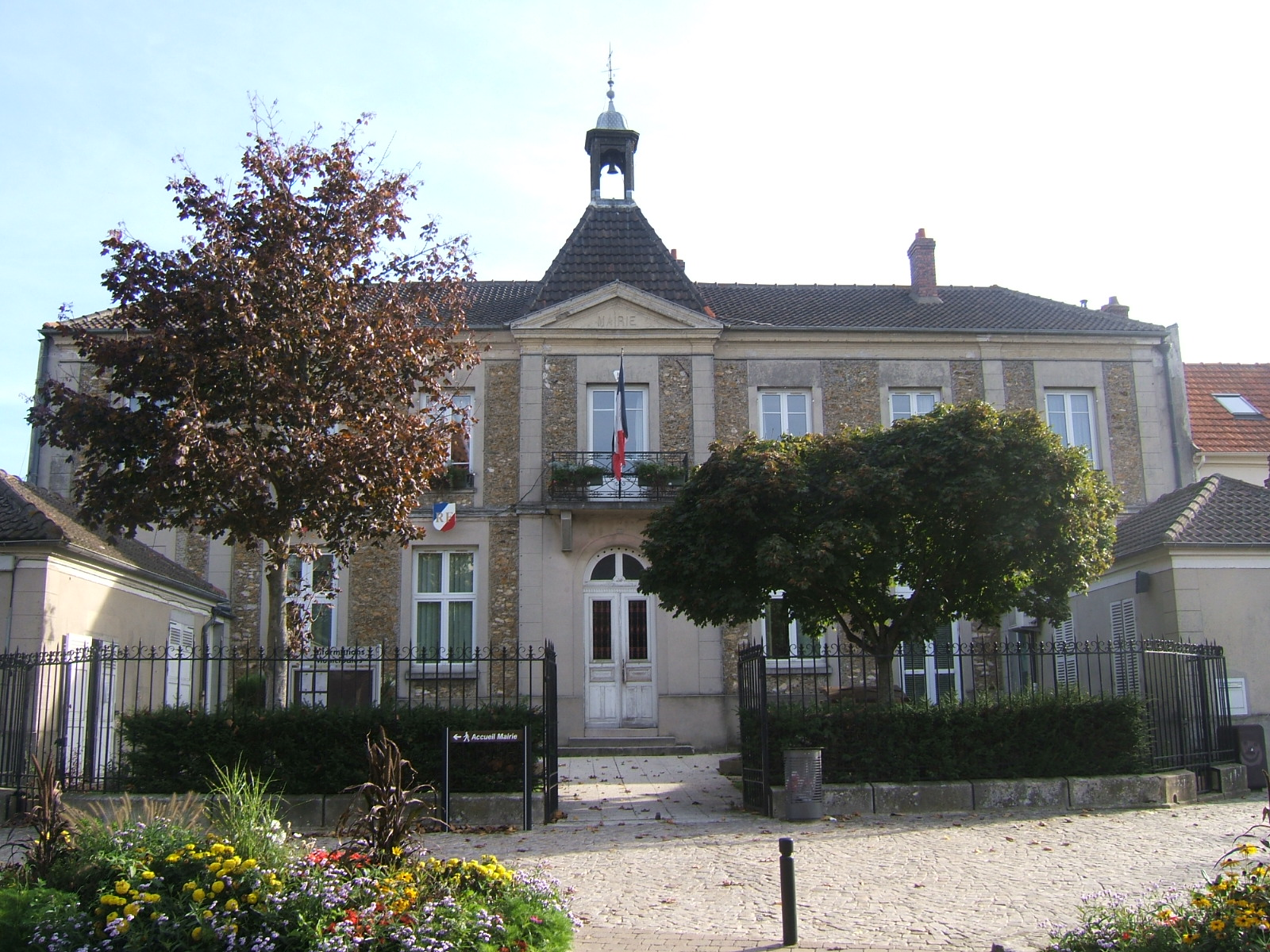
Gemeentehuis
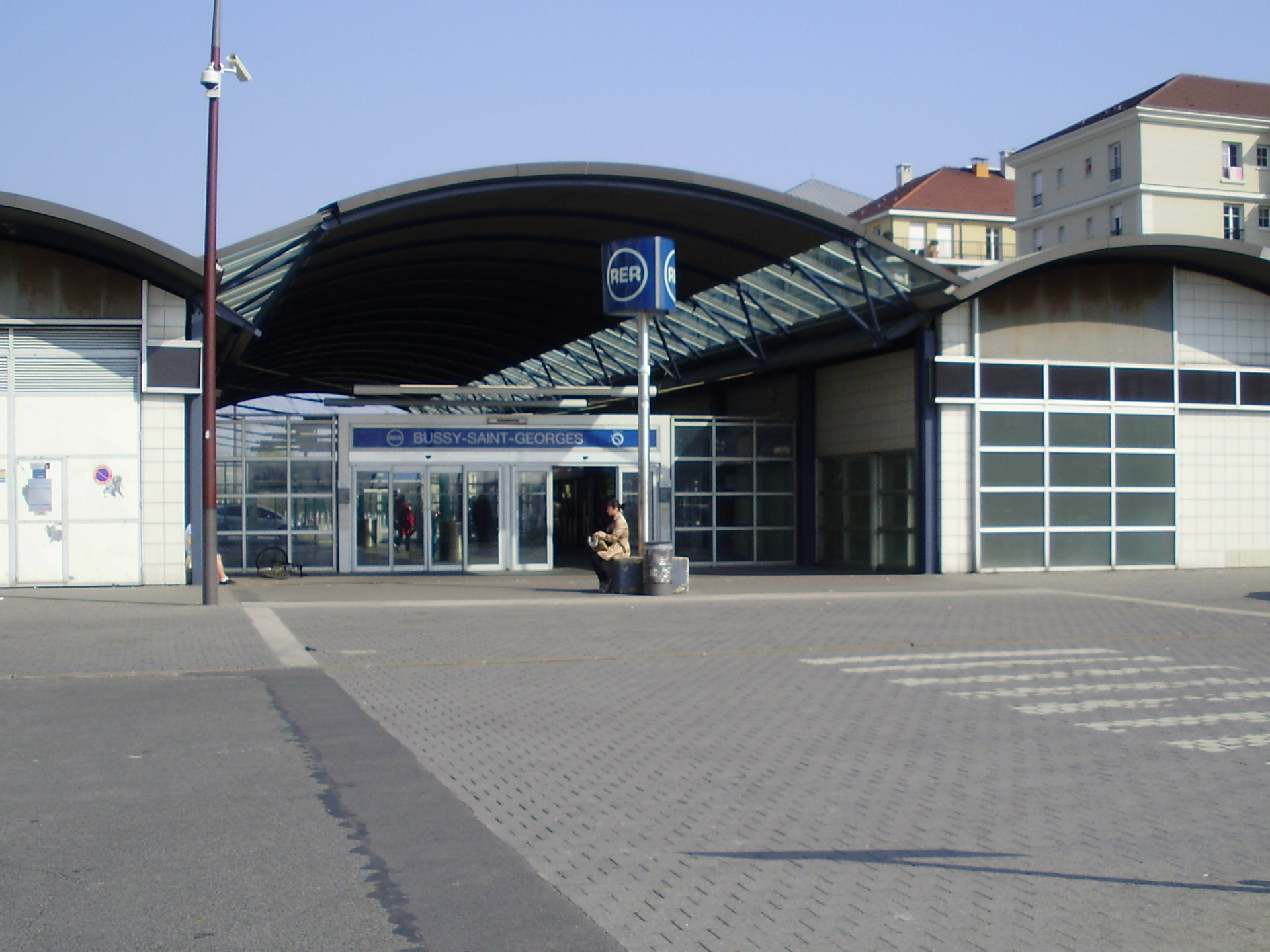
Station RER A
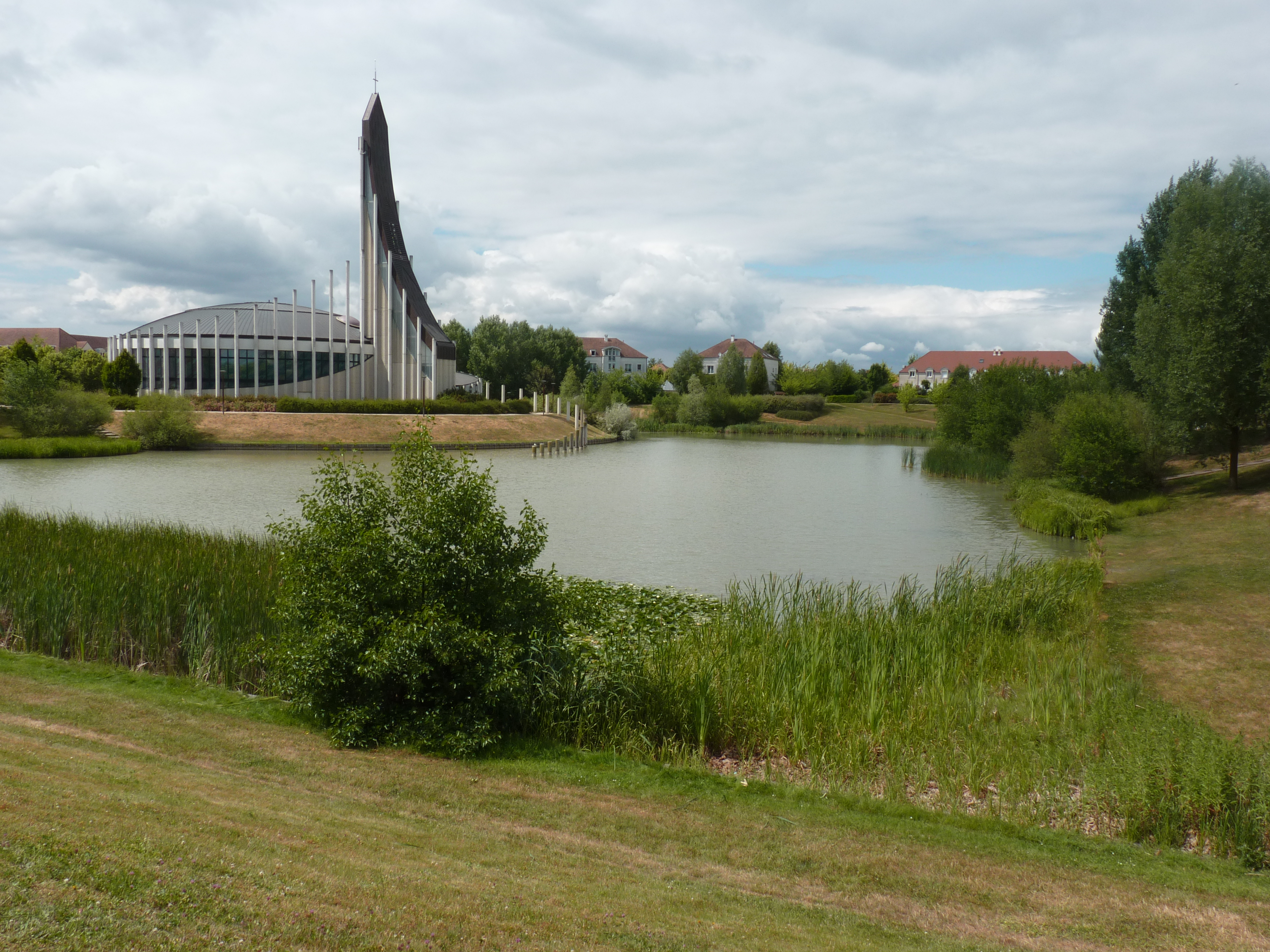
Église Notre-Dame du Val